# Departamento de Investigações sobre Narcóticos
O Departamento Estadual de Prevenção e Repressão ao Narcotráfico (DENARC) foi criado em 24 de setembro de 1987 como um departamento da Polícia Civil do Estado de São Paulo, Brasil.
Antes de se tornar um Departamento de Polícia, funcionava como uma Divisão de Polícia, subordinada e pertencente ao D.E.I.C (antigo Departamento Estadual de Investigações Criminais e hoje renomeado para Departamento de Investigações sobre o Crime Organizado) e seu nome como Divisão de Polícia do D.E.I.C, era D.I.S.E (Divisão de Investigações Sobre Entorpecentes).
Ocorre que, com o avanço e crescimento do Tráfico de Drogas no Estado de São Paulo, foi necessária uma resposta forte e abrangente por parte do Governo do Estado, o que levou à concessão do nível Departamental à antiga D.I.S.E (Divisão de Investigações sobre Entorpecentes) do D.E.I.C, sendo que, além de ganhar maior autonomia como Departamento de Polícia, passou a responder diretamente ao Delegado Geral da Polícia Civil.

## Atribuições
- Investigar crimes relacionados a tráfico de entorpecentes, inclusive com infiltrações de Policiais Civis, das mais diversas carreiras,  em organizações criminosas que tenham em seu bojo de atividades o tráfico de entorpecentes.
- Prevenir e reprimir os crimes de tráfico, uso indevido de drogas, apurar os desvios, roubos e furtos de substâncias entorpecentes.
- Troca de informações com as demais autoridades Policiais Federais, Estaduais e Estrangeiras, visando o combate ao tráfico.

## Grandes prisões
- Sequestrador Andinho em uma chácara em Itu (103 km de SP) em 2002
- Traficante Ronaldo Barsotti (o Naldinho) em 2005